# Aglaia Konrad
Aglaia Konrad, née le 28 janvier 1960 à Salzbourg, est une photographe autrichienne vivant à Bruxelles. Elle photographie l'espace urbain dans les grandes villes du monde entier, s'attachant aux éléments qui influencent l'architecture et aux effets de la mondialisation sur l'urbanisme. Depuis 2008, elle réalise également des films. Le travail d'Aglaia Konrad est récompensé par de nombreux prix et exposé aussi bien dans des expositions personnelles que collectives. Le Musée L de Louvain lui consacre une rétrospective en 2016.

## Biographie
Aglaia Konrad est née le 28 janvier 1960 à Salzbourg, en Autriche. De 1990 à 1992, elle étudie à l'Académie Jan Van Eyck (en) à Maastricht, où elle est aussi assistante de recherche. Aglaia Konrad enseigne également à la LUCA School of Arts à Bruxelles.

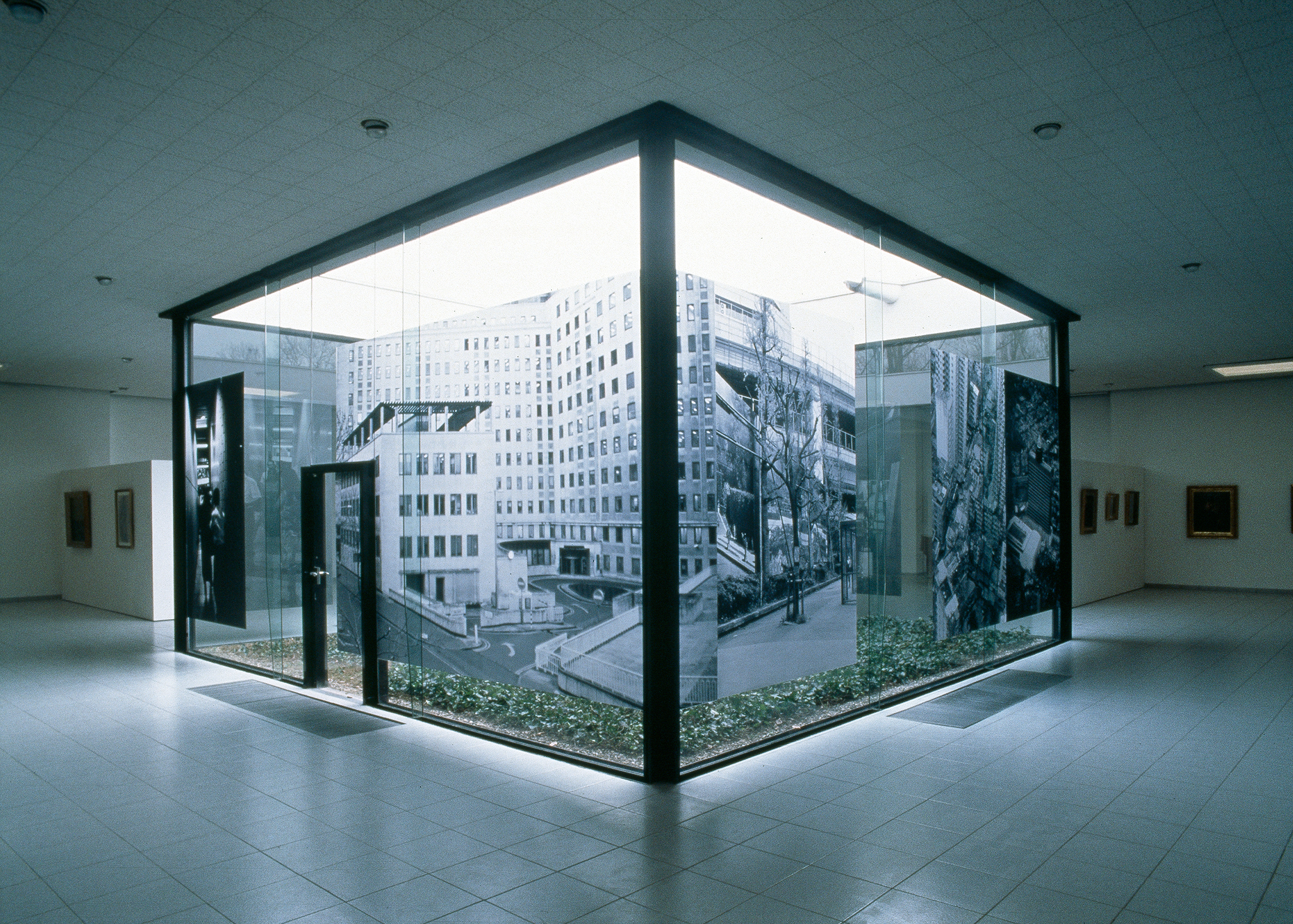
Aglaia Konrad - Musée Dhondt-Dhaenens, Deurle (1997)

Depuis 2005, elle est professeure invitée à Leipzig.

### Photographie
Aglaia Konrad photographie l'espace urbain dans les grandes villes du monde dans un environnement globalisé. Elle intègre les paramètres sociaux, culturels, économiques, politiques et historiques qui influencent l’architecture et analyse les effets de la mondialisation sur l'espace urbain. Son travail, résolument international, met en évidence des éléments urbains indépendants des marqueurs culturels,,,,.  
Son travail doit être considéré comme une forme de recherche visuelle [C'est-à-dire ?][C'est-à-dire ?].  
Ses photos sont réalisées de façon spontanée. Elles sont parfois prises depuis une voiture en mouvement ou, fréquemment, à partir d’un point légèrement surélevé. Elle affectionne particulièrement la photo aérienne oblique de faible hauteur qui fait disparaître le premier plan et met tous les éléments à la même échelle. 
Aglaia Konrad s'intéresse aussi à l'affichage spatial de la sculpture. Son travail met en évidence le lieu où la photographie et la sculpture se rencontrent, entrent en conflit et comment de nouvelles œuvres visuelles peuvent sortir de cette friction. Son travail sur ce thème fait partie de l'exposition collective, The Unruly Apparatus, à l'Académie royale des beaux-arts d'Anvers en 2020. 
Aglaia Konrad a des expositions personnelles à Siegen, Anvers, Genève, Graz, Cologne et New York. Son travail est également présenté dans des expositions collectives telles que Documenta X en 1997 et une série d'expositions consacrées à la ville, Cities on the Move (en) en 1998 et 1999 (Bordeaux, New York, Londres, Helsinki, Vienne), Metro>Polis, Bruxelles, 2000, Biennale de Shanghai 2000, Future Cities au Canada 2004, Talking Cities en 2006 et Vienna International Apartment (en) en 2008,, . 
En 2016, le Museum L de Louvain lui consacre une rétrospective.
Aglaia Konrad est représentée par la galerie Nadja Vilenne à Liège et le Galerie Raum Mit Licht à Vienne.

## Distinctions
- 1997 : Prix Otto Mauer (de)[11]
- 2003 : Camera Austria Award (en) de la ville de Graz[11],[12]
- 2004 : 4e Prix international de photographie de Vevey du Festival des Arts Visuels de Vevey[1]
- 2007 : Prix Albert-Renger-Patzsch de la Fondation Dietrich Oppenberg[11].
- 2008 : Infinity award du Centre international de la photographie pour son livre Desert Cities[13]
- 2011 : prix Fernand Baudin pour son livre Carrara[14]

## Expositions personnelles (sélection)
- 1992 : Stedelijk Museum, Amsterdam[15]
- 2003 : Elasticity, St Luc, Bruxelles
- 2005 : Iconicity, deSingel (en)De Singel, Anvers[7]
- 2013 : Desert Cities, Vevey[16]
- 2014 : 
  - Das Haus(ausgestellt), Alost, Salzbourg [17],[18]
  - Frauenzimmer ZWEI, Vienne[19]
- 2016 : From A to K, rétrospective, Musée M, Louvain, commissaire d'exposition Eva Wittocx[11]
- 2017 : ARCOmadrid, Madrid[20]
- 2022 : Umbau, Fotomuseum, Anvers[21],[2].

## Publications
- Sao Paulo, Imschoot - drukker, 1998
- Elasticity, avec des textes de Eran Schaerf, Antonio Guzman et Daniel Kurjakovic, NAi Uitgevers, 2002  (ISBN 9056622730)
- Japan Works, textes de Julian Worrall, Roma Publications, 2021  (ISBN 9789492811912)

- Schaubuch – Skulptur, Roma Publications, 2017
- Desert cities, Jrp Ringier, 2008
- Carrara, Roma Publications, 2011  (ISBN 9077459669)

## Filmographie
- Sculpture house, 2008, 15'30, couleur
- Concrete & Samples I - Wotruba, Wien, 2009, 15’50, couleur
- Concrete & Samples II - Blockhouse, 2009, 10'40, couleur
- Concrete & Samples III Carrara,

Ces films d'Aglaia Konrad sont consacrés au brutalisme. Sculpture house traite de la première maison expérimentale en béton en Belgique, construite en 1968 par Jacques Gillet, René Greisch (architectes) et Félix Roulin (sculpteur) près de Liège. Concrete & Samples I est consacré à l'église post-cubiste Zur Heiligsten' Dreifaltigkeit à Mauer (Vienne), plus connue sous le nom d'église Wotruba, du nom du sculpteur autrichien Fritz Wotruba qui en a fait la maquette. Concrete & Samples II s'intéresse à une autre église, Sainte-Bernadette-du-Banlay à Nevers, de l'architecte Claude Parent et l'urbaniste/écrivain Paul Virilio, d'aspect monolithique. Concrete & Samples III montre la célèbre carrière de marbre comme une gigantesque sculpture,.
- Il Cretto, 2018 13 ', couleur, son